# Robert Fludd
Robert Fludd (Bearsted, 1574 – London, 1637. szeptember 8.) Robertus de Fluctibus néven is ismert filozófus, paracelsusi fizikus, asztrológus, misztikus, az angol Rózsakeresztesek kiemelkedő személyisége, a Sion-rend egyik feltételezett nagymestere.

## Élete
Édesapja Sir Thomas Fludd magas rangú állami tisztviselő, aki I. Erzsébet angol királynő pénztárnoka volt az európai háborúban.
Oxfordban szerzett orvosi diplomát (MD in Medicine). 1598 és 1604 között az európai orvoslást, kémiát és okkultizmust tanulmányozta, és az okkultista filozófia terén végzett kutatásai révén szerzett ismertséget. Ralph Maxwell Lewis szerint ebben az időben ismerkedett meg az orvos-alkimista Michael Maierrel is, akivel később is tartotta a kapcsolatot.

## Tudományos tevékenysége

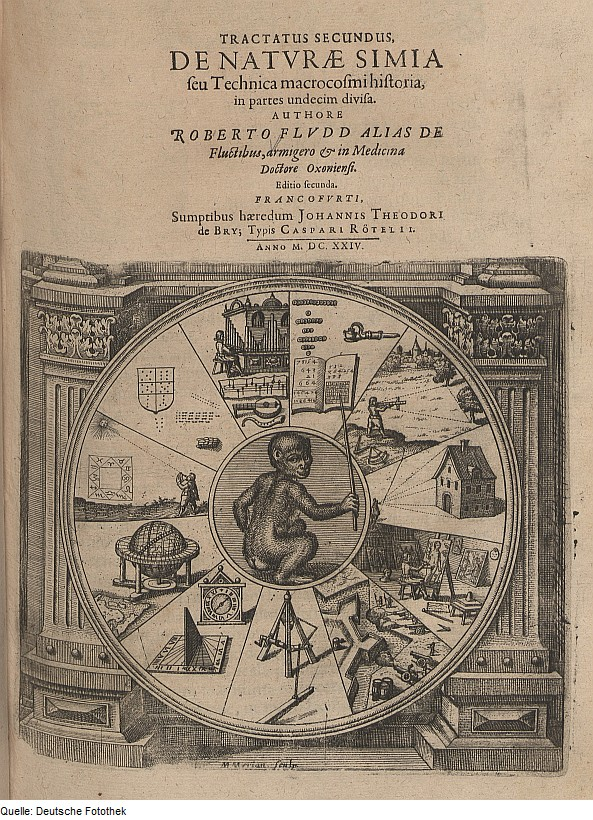
Az Utriusque Cosmi, Maioris scilicet et Minoris, metaphysica, physica, atque technica Historia (A makrokozmosz és a mikrokozmosz metafizikai, fizikai és technikai története) című művének címlapja

Híres Johannes Kepler és Fludd tudományos vitája, amelyet az ismeretszerzés természettudományos és titkos tanok általi megközelítéséről folytattak. 
Nézeteit az Utriusque Cosmi, Maioris scilicet et Minoris, metaphysica, physica, atque technica Historia (A makrokozmosz és a mikrokozmosz metafizikai, fizikai és technikai története) című munkájában fejtette ki (kiadva Oppenheimben (Németország), 1617 és 1621 között).
1630-ban Fludd több „önmagát mozgató gép”, örökmozgó megalkotására tett javaslatot. Az 1870-es évek során sokan próbálták megalkotni a „fluddi gépezetet”, amely az újrakeringetés elvén működött, mint a vízkerék, vagy az arkhimédészi csiga: a szerkezet visszapumpálta a vizet eredeti tankjába.
Fludd az első tudósok között volt, akik a vérkeringésről értekeztek. Bár a mikrokozmosz és makrokozmosz teóriáján alapuló magyarázata pontatlan volt, később William Harvey továbbfejlesztette Fludd elképzelését és megalkotta annak mai értelmezését.

## A gwyneddi kapcsolat
Fludd egyenes ági leszármazottja volt Gwynedd királyának, Cunedda Wledig ap Edernnek. Gwynedd a mai Wales egyik területe, ahol az Ír Királyság bevándorlói uralkodtak; a másik ilyen térség Dyfed.

## A mágikus hetes szám
Utriusque Cosmi, Maioris scilicet et Minoris, metaphysica, physica, atque technica Historia ("A makrokozmosz és a mikrokozmosz metaﬁzikai, ﬁzikai és technikai természetrajza") című művében Fludd a hetes szám jelentőségéről beszélve egy olyan mágikus négyzetet közölt, amelynek számait akár hosszában, akár keresztben, akár átlósan adjuk össze, mindig 25-ször 7-et, vagyis 175-öt kapunk. A négyzetben a 49 (7x7) és a nála kisebb számok szerepelnek.
- 22   47      16	41	10	35	 4
- 5	23	48	17	42	11	29
- 30	 6	24	49	18	36	12
- 13	31	 7	25	43	19	37
- 38	14	32	 1	26	44	20
- 21	39	 8	33	 2	27	45
- 46	15	40	 9	34	 3	28

## Főbb művei
- 1616 Tractatus apologeticus Societatis de Rosae Cruce defendens
- 1617 Utriusque Cosmi, Maioris scilicet et Minoris, metaphysica, physica, atque technica Historia (további kötetek: 1619, 1621)
- 1629 Summum bonum

## Magyarul
- Robert Fludd de Fluctibus, Philippus de May. A kéz vallomásai. Az erővonalak bölcselete – A chiromantia – Orvosi chiromantia, ford. Magyar László András, szerk. Dobi Ildikó, Bp.: Édesvíz (1997)
- Robert Fludd. A rózsakeresztesek védelme, ford. Nagyfügedi Gergely, Bp.: Palotai Publishing (2013)
- Robert de Fluctibus. Rózsakeresztesek hitelességének védelmében, ford. Nagyfügedi Gergely, Bp.: Palotai Publishing (2013). ISBN 978-3-921338-37-7